# قنطنة
القنطنة في علم الموسيقى هي تجميع ألحان مختلفة مأخوذة من قطع معدة سلفا. الكلمة مصدر من القنطون وهو في الشعر من الأبيات ما ركب من أجزاء من أبيات أخرى نظمها صاحبه البيت نفسه أو شاعر غيره.